# Бранислав Петронијевић
Бранислав Петронијевић (Совљак код Уба, 25. март/6. април 1875 — Београд, 4. март 1954) био је српски филозоф, академик, математичар и палеонтолог.

## Биографија
Унук протојереја Петронија Јеремића, по коме је презиме Петронијевић добио његов отац, богослов, који није био свештеник. Бранислав Петронијевић је завршио Ваљевску нижу гимназију у Ваљеву, а након тога Прву гимназију у Београду. 1894. године, након завршетка гимназије, у својој 19. години живота одлази у Беч на студије медицине, не толико због тог студија колико због могућности да се посвети студијама филозофије. За студирање у Бечу је добио стипендију тамнавског среза.
Током 4. семестра на медицини, уписао се на Филозофски факултет у Лајпцигу. У Лајпцигу се упознао са нишким владиком Никанором Ружичићем, коме је давао часове из немачког. Почетком 1897. објавио је први филозофски рад о онтолошком доказу постојања апсолута, а владика му је онда код министра просвете Андре Николића испословао стипендију за студиј филозофије. У Лајпцигу је новембра 1897. дипломирао филозофију, а само два дана након тога предао је рукопис дисертације, па је докторирао јануара 1898. године. Исте године постављен је за учитеља језика у Трећој београдској гимназији, где истовремено предаје и филозофску пропедевтику. Крајем те године постављен је за доцента Велике школе, а већ наредне, 1899. године, постаје ванредни професор.
Године 1903. је постављен за редовног професора Велике школе, а када је ова прерасла у Универзитет опет постаје ванредни професор, да би 1919. године био изабран за редовног професора. Петронијевић 1921 постаје редован члан Српске краљевске академије. Већ тада је велики део времена провео је на одсуству по страним библиотекама и на студијском раду.
Октобра 1938. године је основао Српско филозофско друштво и био је изабран за првог председника друштва.
Умире у 78. години живота, 4. марта 1954. године у Београду.
Проглашен је за најважнију личност ваљевског краја свих времена. Унео је 52 новине у научни свет.
Биста Бранислава Петронијевића налази се у убском градском парку.

## Одабрана дела
- Спиритизам. Београд, 1900. стр. 74
- Фридрих Ниче. Н. Сад, 1902. стр. 99
- О слободи воље, моралној и кривичној одговорности. Београд, 1906. стр. 178+1
- Едуард Хартман. Живот и филозофија. Београд, 1907. стр. 43
- Филозофија у „Горском Вијенцу“, Н. Сад, 1908. стр. 60
- Основи емпиријске психологије. Београд, 1910. стр. 318
- Чланци и студије. Књ. I-III. Београд, 1913-22.
- Шопенхауер, Ниче и Спенсер. Београд, 1922. стр. 316
- Историја новије филозофије. I део од Ренесансе до Канта. Београд, 1922. стр. 389
- Основи емпиријске психологије. II изд. Књ. I-III. Београд, 1923-6. стр. 12+172
- Основи теорије сазнања са 19 сл. у тексту. Београд, 1923. стр. 187
- Хегел и Хартман. Београд, 1924. стр. 151
- Чланци и студије. Нова серија. Београд, 1932. стр. 1932
- Принципи метафизике - I, II, Београд, 1998.